# Sociedad Alemana de Física
La Sociedad Alemana de Física (DPG por sus siglas en alemán, Deutsche Physikalische Gesellschaft) es la organización de físicos más grande del mundo. El número de miembros de la DPG es de aproximadamente 62 000 en todo el mundo (2012). Posee una conferencia anual y varias conferencias en primavera, que se celebran en diversos lugares y con temas de actualidad de los distintos sectores de la DPG.